# Ischa
Die Ischa (russisch Иша) ist ein rechter Nebenfluss des Katun in der Republik Altai und der Region Altai im Süden Westsibiriens.

## Flusslauf
Die Ischa entspringt im nördlichen Russischen Altai zwischen den Flussläufen der beiden Ob-Quellflüsse Katun und Bija. Sie fließt in westlicher Richtung, passiert die Kleinstadt Tschoja, wendet sich anschließend nach Nordwesten und erreicht nach 162 km den rechten Flussarm des Katun. Die Ischa entwässert ein Areal von 3430 km². Der mittlere Abfluss (MQ) 15 km oberhalb der Mündung beträgt 35,7 m³/s.